# Kudłatek (ssaki)
Kudłatek (Centronycteris) – rodzaj ssaków z podrodziny upiorów (Emballonurinae) w obrębie rodziny upiorowatych (Emballonuridae).

## Rozmieszczenie geograficzne
Rodzaj obejmuje gatunki występujące w Ameryce.

## Morfologia
Długość ciała (bez ogona) 42–61 mm, długość ogona 18–40 mm, długość ucha 14–20 mm, długość tylnej stopy 6–9 mm, długość przedramienia 41,5–49 mm; masa ciała 4–9 g.

## Systematyka
Rodzaj zdefiniował w 1838 roku angielski zoolog John Edward Gray w artykule zatytułowanym Przegląd rodzajów nietoperzy (Vespertilionidae) i opis niektórych nowych rodzajów i gatunków, opublikowanym w czasopiśmie „Magazine of zoology and botany”. Gatunkiem typowym jest (oznaczenie monotypowe) kudłatek dziuplowy (C. maximiliani).

### Etymologia
Centronycteris: gr. κεντρον kentron ‘kolec, ostrze’; νυκτερις nukteris, νυκτεριδος nukteridos ‘nietoperz’.

### Podział systematyczny
Do rodzaju należą następujące gatunki:
| Grafika | Gatunek                    | Autor i rok opisu    | Nazwa zwyczajowa   | Podgatunki         | Rozmieszczenie geograficzne | Podstawowe wymiary                                     | Status IUCN |
| ------- | -------------------------- | -------------------- | ------------------ | ------------------ | --- | ------------------------------------------------------ | ----------- |
|         | Centronycteris centralis   | O. Thomas, 1912      | kudłatek powolny   | gatunek monotypowy | południowy Meksyk (od Zatoki Meksykańskiej) przez Amerykę Centralną (obie strony zboczy w południowej Kostaryki i Panamy) do południowo-wschodniego Peru i północno-zachodniej Boliwii; zakres wysokości: do 1450 m n.p.m. | DC:4,2–5,9 cm DO: 1,8–4 cm DP: 4,3–4,9 cm MC: 4–6 g    | LC          |
|         | Centronycteris maximiliani | (J.B. Fischer, 1829) | kudłatek dziuplowy | gatunek monotypowy | południowo-wschodnia Kolumbia, południowa Wenezuela, region Gujana, północno-wschodnie Peru oraz północna i wschodnia Brazylia na południe do stanu Vitórii (stan Espírito Santo); zakres wysokości: 0–200 m n.p.m.        | DC: 4,3–6,1 cm DO: 2–2,6 cm DP: 4,1–4,8 cm MC: 4,5–9 g | LC          |

Kategorie IUCN:  LC  – gatunek najmniejszej troski.